# Zdeněk Kaloč
Zdeněk Kaloč (10. prosince 1938 Ostrava – 26. března 2020 Brno) byl český divadelní činoherní i operní režisér a dramaturg. Jako pedagog působil na Janáčkově akademii múzických umění.

## Život
Zdeněk Kaloč se narodil v Ostravě, ale vyrůstal ve Frýdku-Místku. Vystudoval DAMU v Praze. V roce 1961 nastoupil do tehdejšího Divadla Julia Fučíka na brněnském výstavišti. V polovině 60. let začal působit v Mahenově divadle v Brně. Režíroval také v Praze, např. v Divadle na Vinohradech, kde byl také několik sezón v angažmá, v Ostravě, Plzni i v zahraničí. Mimo jiné reźíroval hru  bratří Čapků Ze života hmyzu v Oslu, Haškova Švejka ve Voroněži.
Inscenoval také opery, zejm. Leoše Janáčka, Bohuslava Martinů, Giuseppe Verdiho, Giacoma Pucciniho a M. P. Musorgského.
Ani ve vyšším věku nepřestal pracovat – ještě v 70 letech zkoušel se Simonou Stašovou hru britského dramatika Willyho Russella Shirley Valentine až osm hodin denně. S touto herečkou a s Petrem Nárožným nazkoušel inscenaci Poslední ze žhavých milenců, následovala inscenace Filumena Marturano se S. Stašovou a Sv. Skopalem v hlavních rolích. V Divadle Ungelt nazkoušel inscenaci Líp se loučí v neděli v hlavní roli s Martou Kubišovou, která za tuto roli získala cenu Thálie.
Zdeněk Kaloč režíroval několik televizních filmů, např. Mejdan na písku, Miláček, Zbabělec, Kurýr, Jenůfa (s Danou Medřickou v roli Kostelničky) a mnoho dalších.  
Je také autorem tří divadelních her – Mejdan na písku (později byl zfilmován), V zajetí něžné chiméry a Holátka. 

## Ocenění
- Cena města Brna (2003)
- Cena Alfréda Radoka
- Cena za nejlepší inscenaci roku (Gazdina Roba, Divadlo na Vinohradech)